# Hoogkerk
Hoogkerk ist ein Dorf und Stadtbezirk (niederländisch stadsdeel) der niederländischen Großstadt Groningen, in der gleichnamigen Provinz.
Hoogkerk liegt im äußersten Westen der Stadt Groningen und nimmt mit 13,7 km² fast ein Viertel der Gesamtfläche der Gemeinde ein. Der heutige Stadtbezirk war bis in das Jahr 1969 eine selbstständige Gemeinde. Die darauf folgende Eingemeindung in die Stadt Groningen wird von vielen der alteingesessenen Einwohner weiterhin kritisch betrachtet. Hoogkerk wuchs nach der Eingemeindung baulich immer stärker mit Groningen zusammen und bildet mit diesem heute überwiegend eine geschlossene Einheit.
Der Stadtteil ist zum Teil sehr industriell geprägt. Eine große Zuckerfabrik, eine Teerfabrik und ein Papierhersteller sind neben vielen anderen klein- und mittelständischen Betrieben im Ort angesiedelt.
| Ort/Siedlung  | Einwohner (1. Jan. 2024) | Fläche (in km²) |
| ------------- | ------------------------ | --------------- |
| Hoogkerk Dorp | 1.730                    | 1,39            |
| Hoogkerk-Zuid | 5.165                    | 2,5             |
| Westpoort     | 5                        | 1,38            |
| Vierverlaten  | 125                      | 1,1             |
| Zuidwending   | 40                       | 1,63            |
| Leegkerk      | 65                       | 3,22            |
| Gravenburg    | 2.140                    | 1,54            |
| Bangeweer     | 225                      | 0,16            |
| De Buitenhof  | 1.515                    | 0,37            |
| Kranenburg    | 5                        | 0,32            |
| De Kring      | 330                      | 0,09            |
| Gesamt        | 11.345                   | 13,7            |

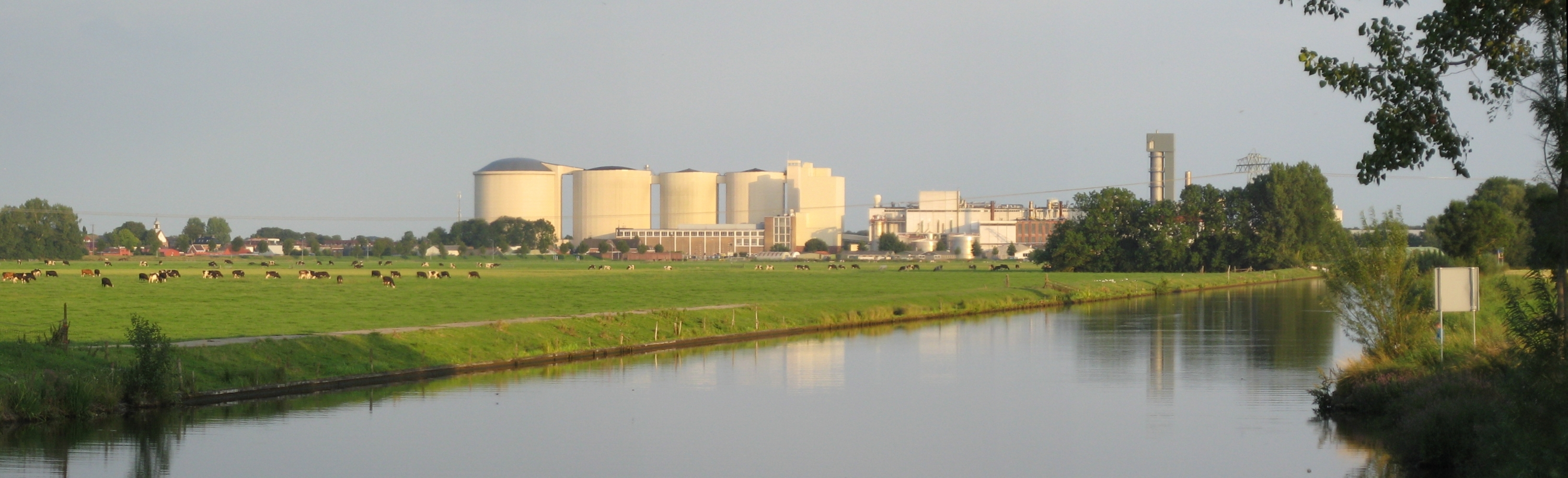
Die Zuckerfabrik in Hoogkerk mit dem Aduarderdiep im Vordergrund

An das niederländische Autobahnnetz ist der Stadtteil Hoogkerk über eine eigene Abfahrt (Nr. 35) an der A7 angeschlossen. Die Bahnstrecke Harlingen–Nieuwe Schans durchkreuzt Hoogkerk, bis 1938 bestand ein Haltepunkt im Ortsteil Vierverlaten. Heute sind die nächstgelegenen Bahnhöfe der von Zuidhorn und der Groninger Hauptbahnhof. Das Hoendiep (Gronings: Houndaip), das Peizerdiep und das Aduarderdiep sind schiffbare Wasserläufe, die sich im Ortsteil Vierverlaten treffen. 

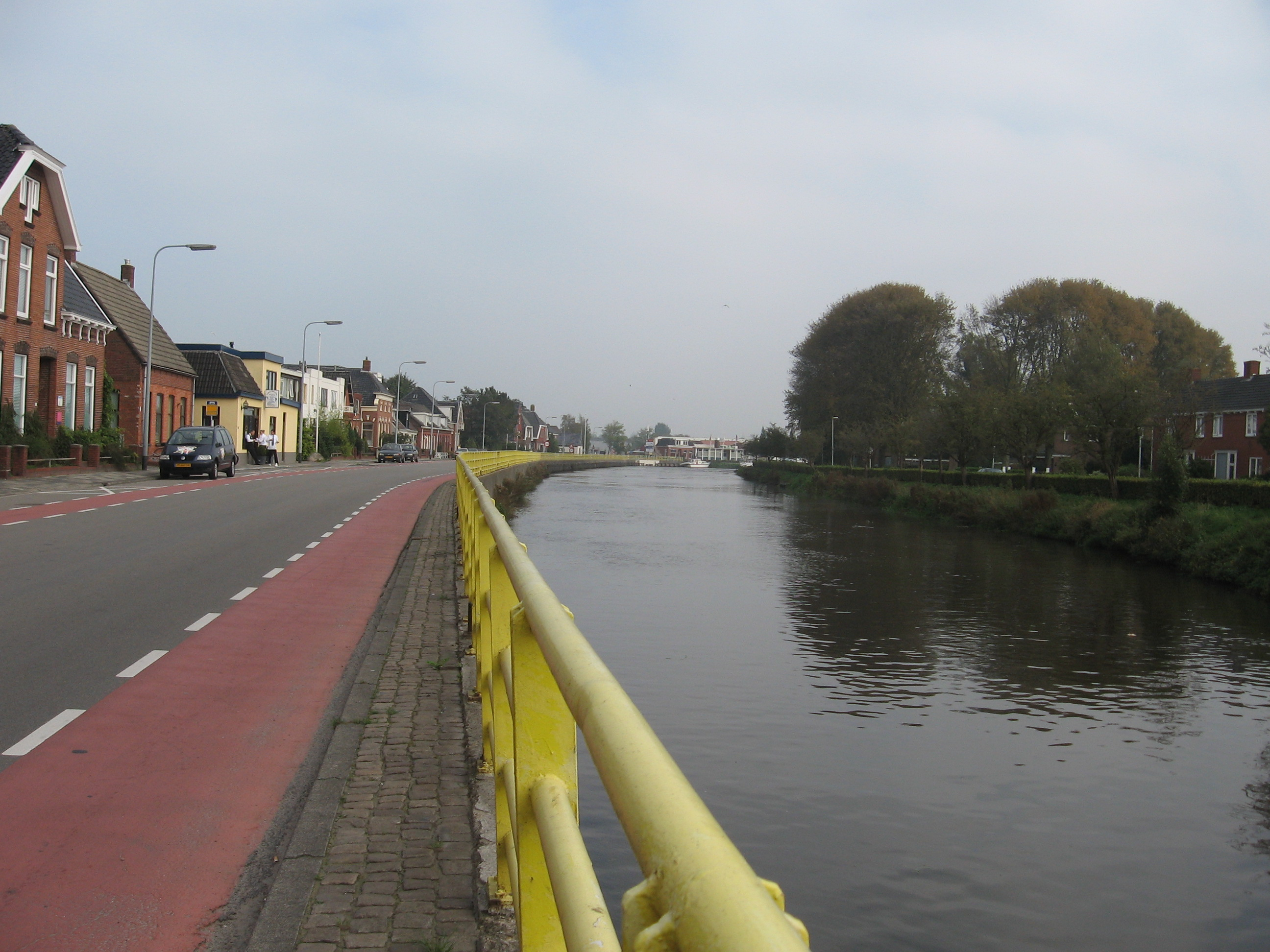
Das Hoendiep bei Hoogkerk

Der Stadtbezirk (niederländisch stadsdeel) Hoogkerk besteht aus mehreren Stadtvierteln (buurten), Dörfern und Siedlungen, die zum Teil noch sehr ländlich geprägt sind.

## Persönlichkeiten
- Pieter Gunning (1913–1967), Hockeyspieler
- Sharon Dijksma (* 1971), Politikerin